# María José Picó
María José Picó y Garcés (Sagunto, Valencia, 1973) es una periodista española. Ha colaborado en varios medios de comunicación, como Televisión Valenciana, Ràdio Nou, El Temps o Método, la revista de divulgación científica de la Universidad de Valencia. Desde el 1998 es colaboradora del diario Levante-EMV. El 2004 para poner en marcha y dirigir la revista de naturaleza y ciencia Nato, de la editorial Sàpiens Publicaciones. El 2005 recibió el premio Nacional de Periodismo Medioambiental. Imparte clases al Máster de Comunicación Científica, Sanitaria y Ambiental de la Universidad Pompeu Fabra de Barcelona y publica artículos de opinión, ecología y meteorología en varios diarios del levante español pertenecientes al grupo Editorial Prensa Ibérica. También ha publicado El cambio climático en casa nuestra (2007) y El planeta y tú. Ideas para cuidar el medio ambiente (2008).
Para las elecciones generales del 10 de noviembre de 2019, fue seleccionada por la coalición de Compromís y Más País como número 2 de la circunscripción de Valencia como independiente y sustituyó al diputado Joan Baldoví en los últimos meses de la legislatura cuando éste dimitió para ser candidato a la presidencia de la Generalitat en las elecciones a las Cortes Valencianas.  En 2023 también ocupó el segundo puesto de las listas de Compromís a las elecciones locales de Sagunto consiguiendo el acta de concejala.